# I.N.R.I. (film)
I.N.R.I. – Ein Film der Menschlichkeit is een Duitse dramafilm uit 1923 onder regie van Robert Wiene.

## Verhaal
Een man schiet uit politieke overtuiging de minister-president van zijn land dood. Hij wordt ter dood veroordeeld. Enkele uren voor de executie gaat hij twijfelen aan de bedoeling van zijn dood. Hij besluit om het lijdensverhaal van Christus op te schrijven.

## Rolverdeling
| Acteur                       | Personage           |
| ---------------------------- | ------------------- |
| Gregori Chmara               | Jezus Christus      |
| Henny Porten                 | Maria               |
| Asta Nielsen                 | Maria Magdalena     |
| Werner Krauß                 | Pontius Pilatus     |
| Emanuel Reicher              | Kajafas             |
| Alexander Granach            | Judas Iskariot      |
| Theodor Becker               | Romeinse hoofdman   |
| Robert Taube                 | Annas               |
| Bruno Ziener                 | Simon Petrus        |
| Hans Heinrich von Twardowski | Johannes            |
| Emil Lind                    | Thomas              |
| Max Kronert                  | Jakobus de Meerdere |
| Herr Magnus                  | Jakobus de Mindere  |
| Walter Neumann               | Mattheus            |
| Guido Herzfeld               | Simon               |